# جورج وولف
جورج وولف (بالإنجليزية: George Wolf)‏ (و. 1777 – 1840 م) هو سياسي، ومحام من الولايات المتحدة الأمريكية .
وهو عضو في الحزب الجمهوري الديمقراطي، والحزب الديمقراطي الأمريكي .